# リジー・ガーディナー
リジー・ガーディナー（Lizzy Gardiner, 1966年 - ）は、オーストラリア出身の映画衣裳デザイナーである。
1994年制作のオーストラリア映画『プリシラ』の、奇抜で華麗な衣裳でアカデミー衣裳デザイン賞をティム・チャペルと共に受賞。授賞式の際には、アメリカン・エキスプレスのゴールド・カード（全てに彼女の名前入り）を繋げたドレスを着て現れて話題になった。後にこのドレスはオークションにかけられ、収益は米国エイズ研究財団に寄付された。

## 主な作品
- プリシラ The Adventures of Priscilla, Queen of the Desert （1994年）
- バウンド bound （1996年）
- ウープ・ウープ Welcome to Woop Woop （1997年）
- ゴーン・フィッシン’Gone Fishin （1997年）
- ブランニュー・ワールド Woundings （1998年）
- 氷の接吻 Eye of the Beholder （1999年）
- ミッション:インポッシブル2 Mission: Impossible II （2000年）
- ステルス Stealth （2005年）
- ゴーストライダー Ghost Rider （2007年）
- パラサイト・バイティング 食人草 The Ruins （2008年）